# China Central Television Headquarters
China Central Television Headquarters (中央电视台总部大楼 Zhōngyāng Diànshìtái Zǒngbù Dàlóu) ist ein Gebäude in Peking, in dem die Sendezentrale des staatlichen Fernsehens China Central Television (CCTV) der Volksrepublik China untergebracht ist.

## Gebäude

### Bauanforderungen
In der Auslobung des Architekturwettbewerbes wurde gefordert, dass der Entwurf aus zwei Türmen bestehen sollte, jeweils einer für die beiden Hauptabteilungen. Das Büro OMA entwarf jedoch ein Gebäude, bei dem die beiden Türme zu einer Einheit verbunden wurden.
Die ersten Entwürfe waren statisch nicht umsetzbar, bis man auf die Idee kam, ein außenliegendes Stahlskelett mit Diagonalverstrebungen zu verwenden und am jeweiligen Ort der größten Belastungsstärke der Konstruktion anzuordnen. Dieses Tragwerk wurde in der Fassade sichtbar gelassen und nicht mit Glas verkleidet. Die Statik wurde später anhand eines großmaßstäblichen Modelles auf seine Standsicherheit bei Orkanen und Erdbeben getestet.

### Lage
Die CCTV Headquarters befinden sich auf einem 20 Hektar großen Grundstück im zentralen Geschäftsbezirk (CBD) im Osten von Peking, der vom Office for Metropolitan Architecture entwickelt wurde.

### Planung
Die britische Ingenieursfirma Arup berechnete die Eckdaten der Gebäudebelastung. Zeitweise arbeitete ein Team von 400 Architekten und Ingenieuren aus verschiedenen Ländern an dem Projekt.

### Bau
Der Baubeginn war 2002. Während beim Rohbau 5000 Bauarbeiter eingesetzt wurden, waren es zu Beginn des Innenausbaus 10.000 Arbeiter, die in drei Schichten 24 Stunden lang täglich arbeiteten. Im Dezember 2007 konnten die zwei Türme erstmals verbunden werden, der Rohbau und die Fassade des Gebäudes wurden zur Eröffnung der Olympischen Sommerspiele 2008 in Peking vollendet, bei denen ebenfalls avantgardistische Bauwerke wie das Nationalstadion Peking und das Nationale Schwimmzentrum eröffnet wurden. Zunächst war eine Inbetriebnahme des Hauptgebäudes im Oktober 2009 zum 50-jährigen Bestehen der CCTV geplant, doch konnte der Termin nicht eingehalten werden. Das Gebäude wurde im Mai 2012 fertiggestellt. Die Sendezentrale ist für eine Anzahl von etwa 14.000 Mitarbeitern konzipiert.

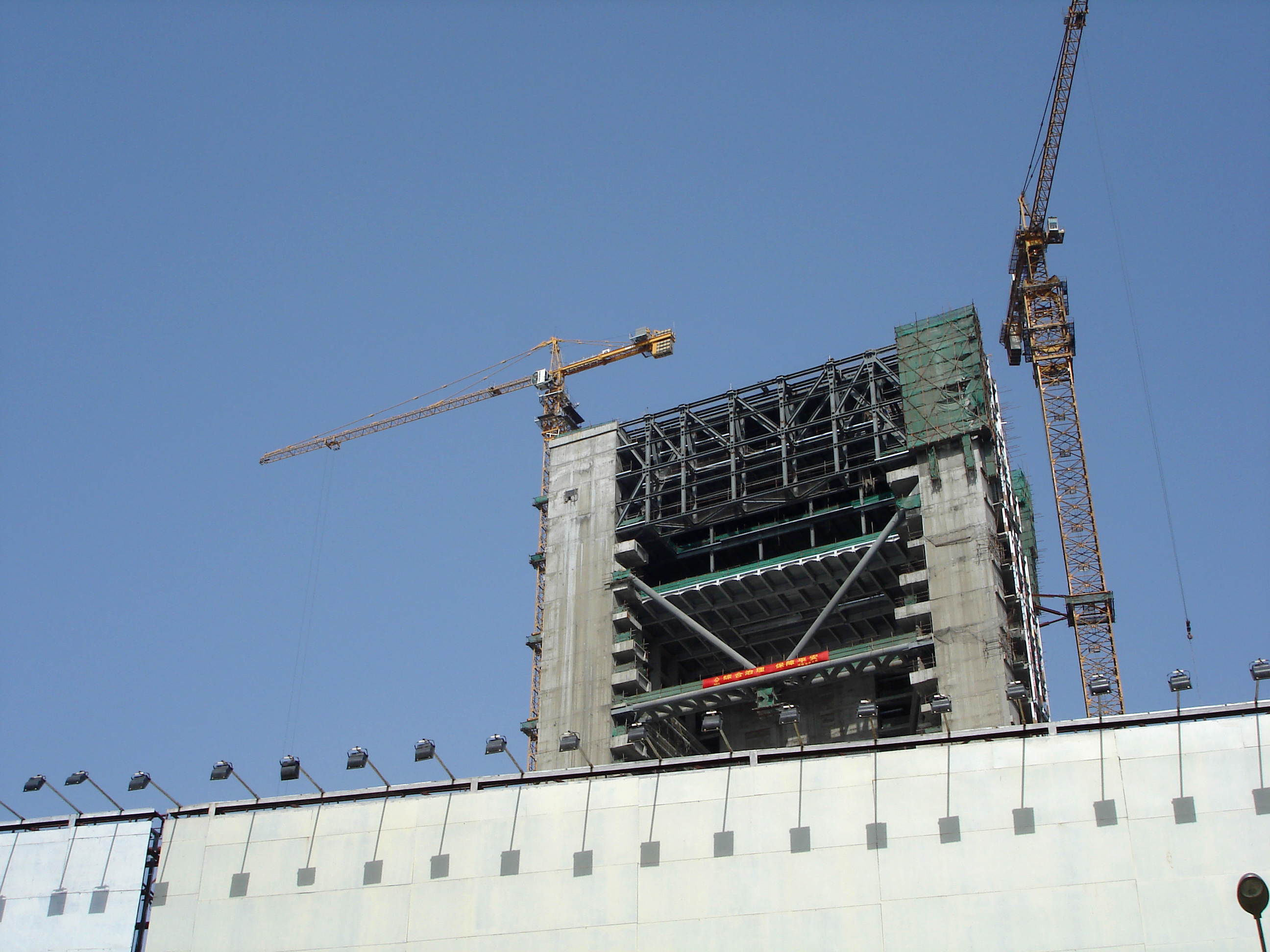
Mai 2007
November 2007
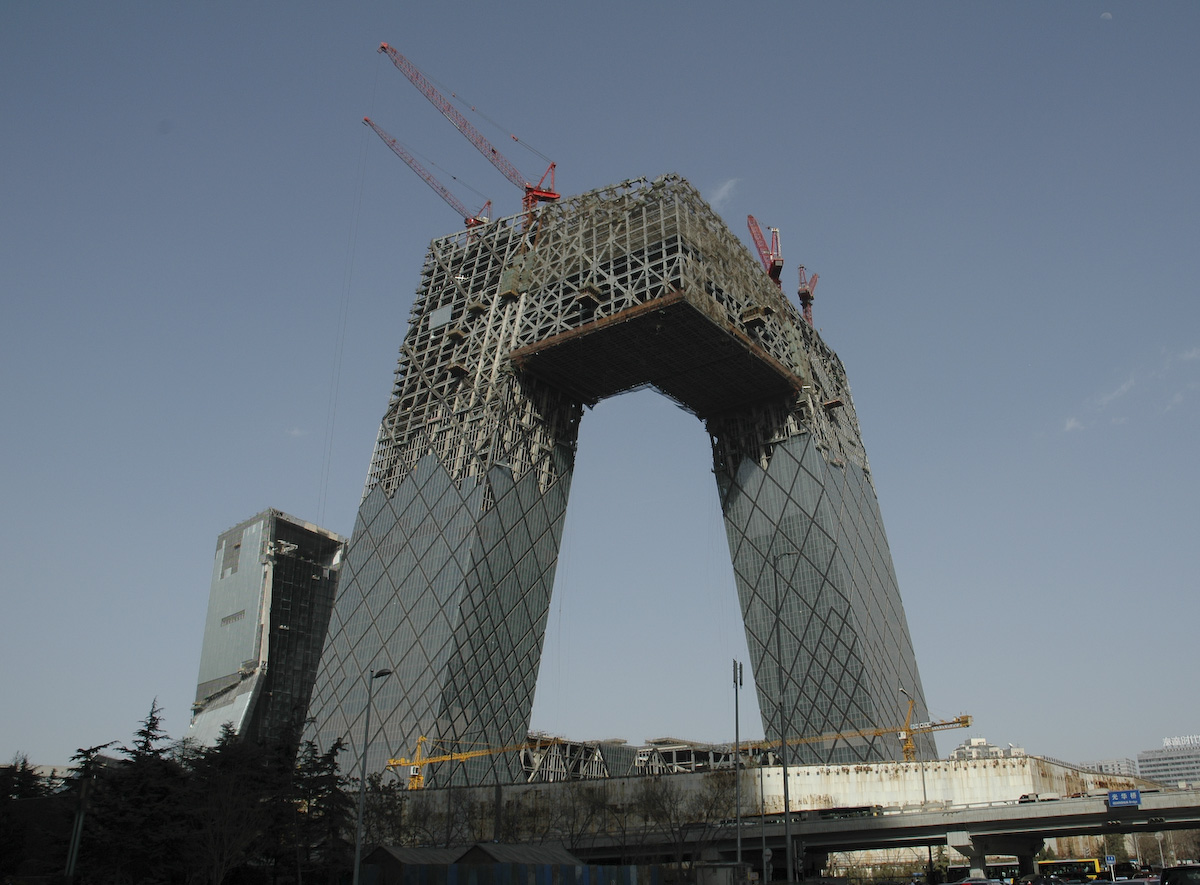
März 2008
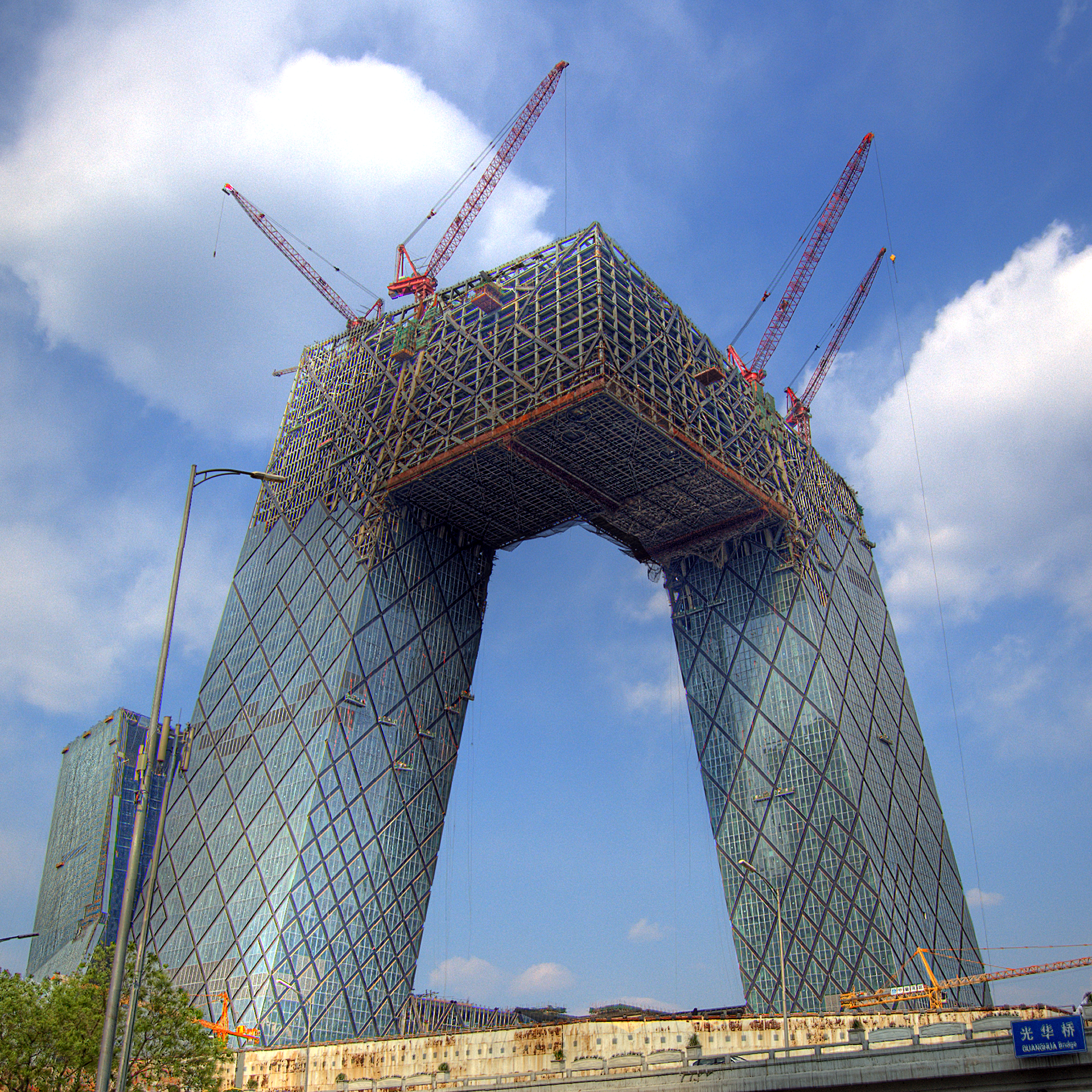
April 2008
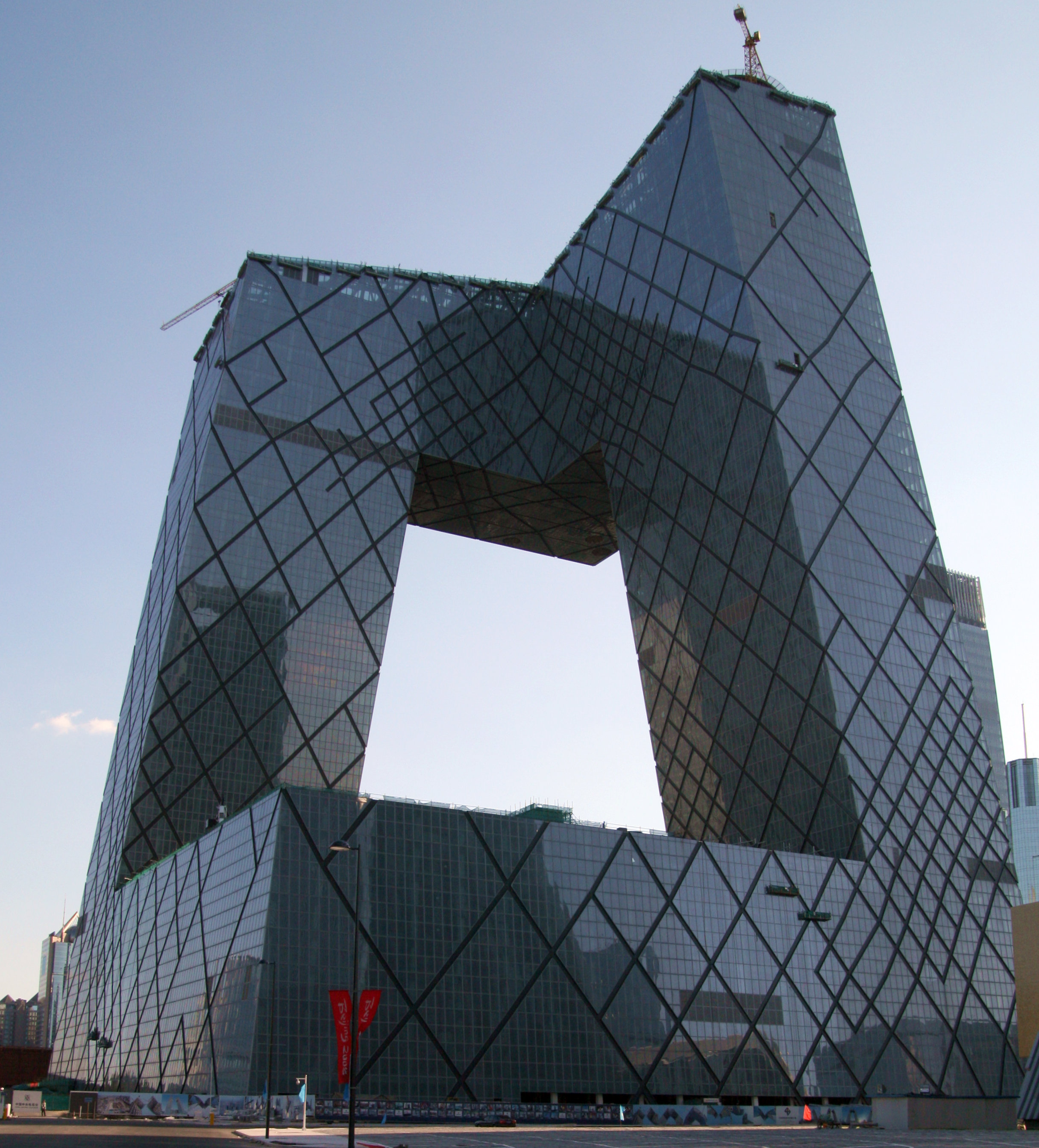
Mai 2013

## Konstruktion
Die CCTV Headquarters waren nach ihrer Fertigstellung das zweitgrößte Bürogebäude der Welt nach dem Pentagon, und es gilt heute als eines der aufsehenerregendsten Bauwerke der Gegenwart. Der Bau hat die Form einer winkligen Schleife oder auch eines symmetrisch fragmentierten Blocks. Er besitzt eine Höhe von 234 m und umfasst 54 Stockwerke. Würde man die Schleife „auffalten“, wäre diese über 800 Meter lang. Die Baukosten betrugen umgerechnet etwa 850 Millionen Euro.
Seitentürme
Das spektakuläre Gebäude ist auf zwei diagonal gegenüberliegenden Türmen errichtet. Sie haben beide einen Neigungswinkel von je 6° und sind damit noch schräger als der schiefe Turm von Pisa (3,97°). Turm 1 hat eine Höhe von 234 m und 54 Etagen. Am Boden ist er 40 × 60 m groß. Der etwas kleinere Turm 2 hat hingegen nur eine Höhe von 210 m mit 44 Stockwerken. Die Grundfläche ist mit 40 × 52 m ebenfalls etwas kleiner als die von Turm 1.
Überhang
Die beiden Türme knicken oben horizontal oder L-förmig ab und treffen sich dann am unteren Ende rechtwinklig. Der Überhang ist 162 m hoch und umfasst neun bis dreizehn Stockwerke, in denen die Leitung ihren Sitz hat.
Sockel und unterirdische Etagen
Zu dem Gebäude gehört noch ein weiteres Segment, eine Art Sockel, auf dem das gesamte Gebäude steht. Seine Höhe misst 45 m, verteilt auf vierzehn Etagen, die Grundfläche ist 150 × 150 m groß. Die CCTV Headquarters haben darüber hinaus noch vier unterirdische Stockwerke, die bis in eine Tiefe von 18 m reichen.
Fläche
Die CCTV Headquarters verfügen über 473.000 m² Nutzfläche, davon sind 64.800 m² für die Verwaltung, 54.900 m² für Mehrzweck-Räume, 65.000 m² zum Senden von Nachrichten, weitere 31.800 m² für weitere Sendungen, 105.400 m² für die Produktion der Beiträge, 22.500 m² für Service-Einrichtungen, wie zum Beispiel Kantinen oder Sporträume. Als Parkfläche stehen 59.700 m² zur Verfügung.
Fassade, Statik
Die asymmetrische Gitterstruktur der Bewehrung in der Fassade, die durch die opake Fensterfläche silbern glänzt, stützt nach Scheeren den Kräfteverlauf innerhalb des Tragwerks ab. Scheeren äußerte zur Statik des Bauwerks: „Das statische System wäre wahrscheinlich fünf bis zehn Jahre vor Beginn gar nicht realisierbar gewesen, weil einfach die Computer-Analyse-Methoden nicht weit genug entwickelt waren.“

## Television Cultural Center
Gegenüber den CCTV Headquarters ließ CCTV ein weiteres Gebäude vom OMA errichten, das Television Cultural Center (TVCC). In dem 159 Meter hohen Bau mit 34 Stockwerken werden überwiegend öffentliche Einrichtungen untergebracht, vor allem ein 5-Sterne-Hotel und ein Theater mit 1 500 Plätzen, ein Kultur- und Konferenzzentrum sowie Kinos. Während der Olympischen Sommerspiele 2008 diente es als Sendezentrale für die ausländischen Fernsehjournalisten. Am 9. Februar 2009 brannte das Gebäude wegen eines illegalen Feuerwerks der Bauarbeiter vollkommen aus.

## Auszeichnung
- Vom Council on Tall Buildings and Urban Habitat (CTBUH) in Chicago wurde der CCTV Tower 2013 als Bestes Hochhaus der Welt ausgezeichnet.[10]

## Filme
- Der Architekt Ole Scheeren. Die Kunst des Extremen. Computeranimation, Deutschland, 2009, 1:29 Min., Produktion: Spiegel TV, online-Video
- CCTV, Beijing. Fernseh-Reportage, Deutschland, 2008, 26 Min., Regie: Horst Brandenburg, Produktion: ZDF, Reihe: Faszination Wolkenkratzer, Erstsendung: 26. Juli 2009, Inhaltsangabe von arte
- The Making of CCTV 2004–2008. Baustellenkamera, Zeitraffer, Produktion: Arup, FlashPlayer-Video, 1:18 Min.
- Megacitys – Bauen für Millionen. Gespräch mit Video-Einspielungen, Deutschland, 2013, 44 Min., Moderation: Ranga Yogeshwar, Produktion: WDR, Reihe: Quarks und Co, Erstsendung: 25. Juni 2013 bei WDR, Inhaltsangabe von WDR, online-Video von WDR.
- Ein Haus für 14.000 Menschen: Wie das größte Mediengebäude der Welt entworfen und gebaut wurde. 5:56 Min., Produktion: WDR, Reihe: Quarks und Co, Erstsendung: 25. Juni 2013 bei WDR.